# Радаљ (планина)
Радаљ је планина у Босни, на развођу Лашве и Врбаса. Границу јој чине реке Лашва и Ријека на северу, Врбас на западу, Оборачки поток, Јаблан поток и Комаршица на југу.
Претежно је грађена од палеозојских шкриљаца, пешчењака и кречњака. Највиши врхови су Калунац (1367 м), Срезинац (1311 м), Радаљ (1287 м), Црни врх (1260 м), Шадловице (1225 м) и Камуша (1218 м). Јужним подножјем планице води цеста и жељезничка пруга Лашва—Травник—Доњи Вакуф, западним цеста и жељезничка пруга Доњи Вакуф—Јајце а севрним пут Турбе—Јајце.